# LH54-425
LH54-425 ([L72] LH 54-425 / [O96] L54S-4) es una estrella binaria en la constelación de Dorado situada en la Gran Nube de Magallanes, galaxia vecina que se encuentra a unos 170.000 años luz de distancia.
LH54-525 es uno de los sistemas binarios conocidos más extremos. Sus dos componentes, estrellas muy calientes y luminosas de tipo espectral O, tienen una masa de 62 y 37 masas solares respectivamente. La separación entre ellas es de solo 0,17 UA, orbitando alrededor del centro de masas común cada 2,25 días. La edad probable del sistema es inferior a 3 millones de años.
Desde cada una de las estrellas del sistema sopla un fuerte viento estelar. La zona de colisión de los vientos supersónicos de cada una de ellas envuelve a la estrella más pequeña, produciendo una superficie curvada de gases sobrecalentados que emiten rayos X y radiación en el ultravioleta lejano.
La estrella más masiva pierde material a un ritmo de 500 billones de toneladas por segundo —cerca de 400 más que la pérdida de masa del Sol a través del viento solar— a una velocidad de 8,7 millones de km/h. La pérdida de masa estelar de la estrella más pequeña es diez veces menor que la de su compañera.
Conforme las estrellas envejezcan y aumenten de tamaño, comenzarán a transferirse cantidades substanciales de masa entre ellas, proceso que podría comenzar en un millón de años. La proximidad entre ambas probablemente provoque su fusión en una única estrella extremadamente masiva, comparable a la componente principal de η Carinae. Finalmente el sistema dará lugar a una supernova de gran energía.